# 사테라뷰

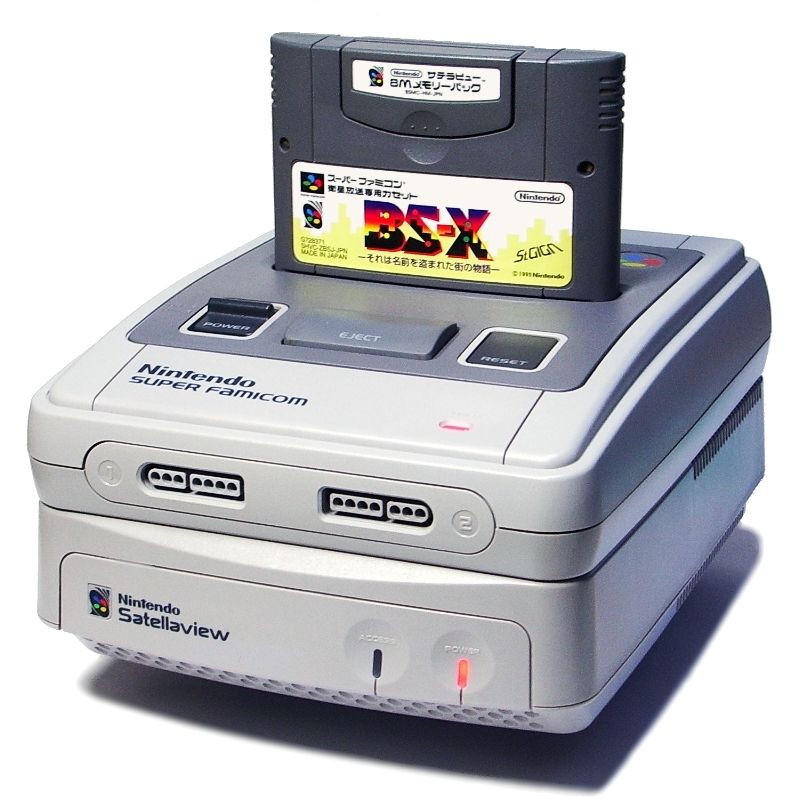
Satellaview

사테라뷰(Stellaview, 일본어: サテラビュー)는 1995년에 닌텐도가 일본에 발매한 슈퍼 패미컴 전용 주변기기이며, 1995년부터 2000년까지 BS 아날로그 방송으로 방송된 슈퍼 패미컴 전용 위성 데이터 방송 서비스를 수신하기 위한 위성 모뎀이다. 당시의 판매 가격은 세금 포함으로 18,000엔이다.
데이터 방송은 닌텐도와 BS 디지털 라디오국의 위성 디지털 음악방송 주식회사(세인트 기가)와 함께 실시되어, 대체로 게임 소프트가 전달되었다. 사테라뷰라는 이름은 이 기기의 이름이나, 이 기기로 수신하는 위성 데이터 방송 서비스를 사테라뷰라 부르는 오용 사례도 있었다. 이 사테라뷰가 있어야만 구동이 가능한 게임이 간혹 있다. (예:BS-X,BS 젤다의 전설 등)